# ناتالي إدواردز
ناتالي إدواردز (بالإنجليزية: Natalie Edwards)‏ هي عسكري أمريكية، ولدت في 1978.